# Andrea Duro
Andrea Duro Flores (Fuenlabrada, 14 ottobre 1991) è un'attrice e modella spagnola, nota per aver interpretato il ruolo di Yoli nella serie giovanile Fisica o chimica.

## Biografia
Partecipa, nel 2007, a due episodi della serie Cuestión de sexo. Dal 2008 è Yoli nella serie TV Fisica o chimica, in onda su Antena 3. Nel 2010 recita nel film Tres metros sobre el cielo, tratto dal romanzo Tre metri sopra il cielo di Federico Moccia, e nel 2012 nel seguito Tengo ganas de ti, tratto da Ho voglia di te.

### Vita privata
Dal 2011 al 2014, Andrea Duro ha avuto una relazione con l'attore spagnolo Joel Bosqued.

## Filmografia

### Cinema
- Tres metros sobre el cielo, regia di Fernando González Molina (2010)
- Juan de los muertos, regia di Alejandro Brugués (2012)
- Ghost Academy (Promoción fantasma), regia di Javier Ruiz Caldera (2012)
- Tengo ganas de ti, regia di Fernando González Molina (2012)
- Al final todos mueren, regia di Javier Botet (2013)
- Pixel Theory, regia di David Galán Galindo episodio La biblioteca de Lucien (2013)
- Por un puñado de besos, regia di David Menkes (2014)
- Los amigos raros, regia di Roberto Pérez Toledo (2014)
- En apatía, regia di Joel Arellanes Duran (2014)
- Perdona si te llamo amor, regia di Joaquín Llamas (2014)
- Los miércoles no existen, regia di Peris Romano (2015)
- Pasaje al amanecer, regia di Andreu Castro (2016)
- La maldición del guapo, regia di Beda Docampo Feijóo (2020)
- Con quién viajas, regia di Martín Cuervo (2021)
- Xtremo, regia di Daniel Benmayor (2021)
- Todos lo hacen, regia di Martín Cuervo (2022)

### Televisione
- Cuestión de sexo – serie TV, 2 episodi (2007)
- Fisica o chimica (Física o Química) – serie TV, 77 episodi (2008-2011)
- Il segreto (El secreto de Puente Viejo) – serie TV, 33 episodi (2011)
- Grand Hotel - Intrighi e passioni (Gran Hotel) – serie TV, 1 episodio (2011)
- Víctor Ros – serie TV, 1 episodio (2014)
- El Rey – miniserie TV, 1 episodio (2014)
- Amare per sempre (Amar en tiempos revueltos) – serie TV, 195 episodi (2014-2015)
- Olmos y Robles – serie TV, 8 episodi (2015)
- La que se avecina – serie TV, 1 episodio (2016)
- Paquita salas – serie TV, 2 episodi (2016)
- Perdóname, Señor – serie TV, 8 episodi (2017)
- Velvet Collection – serie TV, 21 episodi (2017-2019)
- La cattedrale del mare (La catedral del mar) – serie TV, 5 episodi (2018)
- Sí, quedo – serie TV, 3 episodi (2019)
- Promesas de arena – serie TV, 6 episodi (2019)
- Física o química: El reencuentro – miniserie TV, 2 episodi (2020-21)
- El hormiguero – serie TV, 3 episodi (2021)

## Doppiatrici italiane
Nelle versioni in italiano dei suoi film, Andrea Duro è stata doppiata da:
- Monica Bertolotti in Fisica o chimica, Il segreto
- Francesca Manicone in La cattedrale del mare
- Veronica Puccio in Velvet Collection
- Antilena Nicolizas in Xtremo